# Salado Creek
Salado Creek é uma hidrovia em San Antonio que se estende, do norte do condado de Bexar, por cerca de 38 milhas (61 km) para o rio San Antonio próximo de Buena Vista.